# IMAX Corporation
IMAX Corporation е кинокомпания със седалище в Канада, провинция Онтарио, гр. Мисисага.
Компанията проектира и произвежда техника за заснемане и прожектиране на IMAX филми. Освен това заснема IMAX филми, като ги разпространява в специални кинотеатри по целия свят. Към април 2009 г. в света има 320 IMAX кина в 42 страни, сред които е и България.
Приходите на компанията са $ 116 милиона за 2007 г.